# Al-Yassa ibn Midrar
Al-Yassa ibn al-Múntassir o al-Yassa ibn Midrar fou un emir midràrida de Sigilmasa, fill d'Abu-Màlik al-Múntassir ibn al-Yassa, conegut com a Midrar.
Va succeir el seu nebot Muhàmmad ibn Maymun a la seva mort l'estiu del 883. Com el seu antecessor llegia la khutba en nom del califa abbàssida i governava tranquil·lament. Però el 7 de juliol de 905, seguint la predicció que el mahdí anunciat es manifestaria a Sigilmasa, el futur califa fatimita Ubayd-Al·lah es va establir secretament a la ciutat amb el seu fill al-Qàssim i va rebre de l'emir un tractament adequat. Com es va manifestar la seva condició ha estat objecte de diversos relats, un dels quals diu que el seu fill al-Qàssim va fer brullar una font al jardí del costat de la casa on vivia; el Istibsar diu que el mahdí fou descobert per un jueu i denunciat; i una tercera versió sospita que l'emir no va saber que estava amagat a la ciutat fins que li va arribar una carta de Bagdad que l'advertia de no donar-li refugi. Fos com fos el midràrida el va fer detenir i el va posar en residència vigilada a casa de la seva germana, i el va separar del seu fill al-Qàssim (el contacte de pare i fill es va mantenir a través d'un eunuc de nom Sandal); un comerciant de Kairuan va poder comunicar al dai Abu-Abd-Al·lah aix-Xií (que acabava d'ocupar Raqqada als aglàbides) del que passava, i el daï va reclutar un exèrcit i va marxar a Sigilmasa, passant per Tahert, que va sotmetre.
Va arribar davant la capital midràrida el 26 d'agost del 909. Va manifestar les seves intencions pacífiques però al-Yassa va fer matar els seus missatgers i el daï va capturar la ciutat per assalt; al-Yassa va fugir però fou capturat al cap de pocs dies i mort pels seus propis homes o mort a causa de les ferides rebudes. Al-Yassa havia fet treure de la ciutat Ubayd-Al·lah al-Mahdí pero Abd-Al·lah aix-Xií el va trobar i el va alliberar i llavors va ordenar el saqueig de la ciutat, que va afectar especialment als jueus. La població en general no fou però estalviada del saqueig i Abd-Al·lah es va emportar cap a Raqqada 120 carros d'or i mercaderies valuoses.
Ubayd-Al·lah fou proclamat imam a la ciutat i hi va restar 40 dies abans de marxar cap a Ifríqiya. En marxar Abd-Al·lah hi va deixar com a governador un oficial dels amazics mazata de nom Ibrahim ibn Ghàlib amb una guarnició de 2.000 amazics de la tribu kutama, quantitat probablement exagerada, car al cap de 50 dies de la sortida, la població es va revoltar i va matar el governador i tota la guarnició (novembre/desembre del 909, en algunes fonts del 910) i va proclamar emir a Wàssul ibn Thakiyya.